# Финч, Хенейдж, 1-й граф Эйлсфорд
Хенейдж Финч, 1-й граф Эйлсфорд (англ. Heneage Finch, 1st Earl of Aylesford; ок. 1649 — 22 июля 1719) — английский юрист и государственный деятель.

## Ранняя жизнь
Второй сын Хенейджа Финча, 1-го графа Ноттингема (1620—1682), и Элизабет Херви (1627—1676), старшей дочери Дэниела Херви.
Его бабушка и дедушка по отцовской линии были достопочтенный сэр Хенейдж Финч (1580—1631), спикер Палаты общин, третий сын сэра Мойла Финча, 1-го баронета (ок. 1550—1614), и Элизабет Финч, 1-й графини Уинчилси (1556—1634), и Фрэнсис Белл, дочь сэра Эдмонда Белла из Бопре-холла.
Он получил образование в Вестминстерской школе и в колледже Крайст-Черч в Оксфорде, куда поступил в ноябре 1664 года.

## Карьера
В 1673 году он был принят в Иннер-Темпл с правом практиковать в качестве адвоката. Он был назначен королевским советником и судьей в 1677 году. В 1679 году, когда его отец занимал пост канцлера Англии, он был назначен генеральным солиситором (1679—1686).
Он заседал в Палате общин Англии от Оксфордского университета (1679, 1689—1698, 1701—1703) и Гилфорда (1685—1689).
15 марта 1703 года ему был пожалован титул 1-го барона Гернси. В том же году он был принят в состав Тайного совета Англии. В октябре 1714 года после вступления на английский трон Георга I Хенейдж Финч получил титул 1-го барона Эйлсфорда в графстве Кент. Он был повторно назначен членом Тайного совета 14 октября 1714 года. С 1714 по 1716 год он занимал должность канцлера герцогства Ланкастерского.

## Личная жизнь
16 мая 1678 года Хенейдж Финч женился на Элизабет Бэнкс (? — 1 сентября 1743), дочери сэра Джона Бэнкса из Эйлсфорда (1627—1699) . У супругов было три сына и шесть дочерей: в том числе:
- Леди Элизабет Финч (1679 — 26 февраля 1757), вышедшая замуж за Роберта Бенсона, 1-го барона Бингли[5].
- Хенейдж Финч, 2-й граф Эйлсфорд (1683 — 29 июня 1757)[6], старший сын и преемник отца. Был женат на Мэри Фишер, дочери сэра Клемента Фишера, 3-го баронета[1].
- Леди Энн Финч (ок. 1680 — 30 ноября 1751), вышедшая замуж за Уильяма Легга, 1-го графа Дартмута[1].
- Достопочтенный Джон Финч (ум. 1739/1740), женившийся на своей кузине Элизабет Сэвил в 1726 году[1].
- Леди Фрэнсис Финч (? — 4 августа 1758/21 марта 1759), вышедшая замуж за сэра Джона Бланда, 5-го баронета[1].

Лорд Эйлсфорд скончался 22 июля 1719 года в Олбери, графство Суррей. Он был похоронен 8 августа 1719 года в Эйлсфорде, Кент. После его смерти его старший сын Хенейдж сменил его на посту 2-го графа Эйлсфорда. 2-й граф умер в 1757 году, и с этого момента графство принадлежит его прямым потомкам.